# Rebelión en la granja
Rebelión en la granja (en inglés Animal Farm; también titulada en español como La granja de los animales) es una novela corta satírica del escritor británico George Orwell. Publicada en 1945, la obra es una fábula mordaz sobre cómo el régimen soviético de Iósif Stalin corrompe el socialismo llevándolo hacia un tipo de autoritarismo.
En la ficción de la novela un grupo de animales de una granja expulsa a los humanos tiranos y crean un sistema de gobierno propio que acaba convirtiéndose en otra tiranía brutal. Orwell, un socialista democrático y durante muchos años un miembro del Partido Laborista Independiente, se posicionó con obras como Rebelión en la granja y 1984 contra el totalitarismo tanto nazi como soviético. En Rebelión en la granja muestra una visión crítica sobre el desarrollo que tuvo en 1917 la Revolución rusa. Además, la obra constituye un análisis de la corrupción que puede surgir tras toda adquisición de poder, en cualquier nivel. Así, el texto posee un posible doble nivel de interpretación, por lo que su mensaje puede trascender el caso particular del régimen soviético y ser captado incluso por niños que ni siquiera conocen la historia de la Unión Soviética. Por esta razón el libro ha sido utilizado a menudo como herramienta educativa incluso en los primeros años de la escolaridad de algunos países. Está considerada una de las más demoledoras fábulas acerca de la condición humana.
La novela fue escrita durante la Segunda Guerra Mundial y, aunque publicada en 1945, no comenzó a ser conocida por el público hasta finales de la década de 1950.

## Argumento
Los animales de la Granja Manor, alentados un día por el Viejo Mayor, un cerdo que antes de morir les explicó a todos sus ideales, llevan a cabo una revolución en la que consiguen expulsar al granjero Howard Jones y crear sus propias reglas soñadas por el Viejo Mayor (los Siete Mandamientos) que escriben en una pared:
1. Todo lo que camina sobre dos pies es un enemigo.
2. Todo lo que camina sobre cuatro patas, nade, o tenga alas, es amigo.
3. Ningún animal usará ropa.
4. Ningún animal dormirá en una cama.
5. Ningún animal beberá alcohol.
6. Ningún animal matará a otro animal.
7. Todos los animales son iguales.

Al principio, la granja, (que pasa a llamarse Granja Animal) es más próspera incluso que cuando el señor Jones la administraba. Los cerdos se eligen como líderes por su inteligencia. Dos de ellos, Snowball y Napoleón, los máximos dirigentes, empiezan a tener discrepancias, ya que Snowball busca la prosperidad mientras que Napoleón busca aumentar su poder sobre el resto de los animales. Esto acaba cuando Napoleón lanza a los perros contra Snowball y este huye de la granja. 
A partir de ese momento Napoleón se erige como único líder. Los cerdos se constituyen como una élite dentro de la granja y los demás animales se mantienen bajo la dictadura de Napoleón, amenazados por los perros de este. Poco a poco los cerdos adoptan los defectos propios del hombre, que en su día sustentaron la revolución. A lo largo de la novela, se efectúan ciertos cambios en los Siete Mandamientos que legitiman las acciones de Napoleón y los cerdos:
- Ningún animal dormirá en una cama con sábanas.
- Ningún animal beberá alcohol en exceso.
- Ningún animal matará a otro animal sin motivo.

Sucesivamente, todos los Siete Mandamientos van desapareciendo por orden de Napoleón y con la complicidad de los demás cerdos. 
Finalmente, los cerdos modifican también sus conductas, empiezan a usar las ropas abandonadas por el señor Jones y aprenden a caminar solo sobre sus patas traseras (modificando para ello el primero de los Siete Mandamientos). Después de que un ataque llevado a cabo por los humanos fuese repelido por los perros, los granjeros de los campos vecinos deciden mantener relaciones amistosas con los animales de la Granja Animal, felicitando a Napoleón por el éxito económico de la granja: los animales, dirigidos por Napoleón, trabajan en larguísimas jornadas, alcanzan elevados niveles de productividad, se contentan con raciones minúsculas de comida y jamás se quejan ante los cerdos. Halagado, Napoleón y los cerdos invitan a los humanos a almorzar en la Granja Animal; los animales de allí, sorprendidos, advierten que sus compañeros cerdos han copiado totalmente la conducta y aspecto de los humanos.
Al final de la novela, la dictadura de Napoleón y sus seguidores se consagra de modo absoluto cuando los animales preguntan al burro Benjamín (uno de los pocos que sabe leer) sobre cuál es el único mandamiento que queda escrito. Este es el séptimo, convenientemente modificado por los cerdos:
- Todos los animales son iguales, pero algunos animales son más iguales que otros.

## Personajes
Los personajes de Rebelión en la granja son un conjunto de animales cuyas vivencias se encuentran relacionadas con hechos históricos del siglo XX, según muchos críticos de la novela. Orwell ilustra el régimen zarista, con el señor Jones y la monarquía asimilados con los humanos y posteriormente describe la Revolución rusa hasta el periodo del estalinismo. De este modo el escenario en el que se desarrolla la acción, la Granja Manor, correspondería con la Rusia de inicios del siglo XX y los personajes son un reflejo de algunas figuras o colectivos reales del mundo ruso de esa época. A continuación se presentan las correspondencias de los personajes de la obra con los reales, según algunos investigadores del tema: 
| Personaje en la obra     | Personaje real | Descripción |
| ------------------------ | --- | --- |
| El Viejo Mayor           | Marx y Lenin | El carácter del Viejo Mayor, el cerdo más viejo en la historia, es uno de los aspectos de este personaje que permiten relacionarlo con Marx y Lenin. Las ideas del cerdo también son un reflejo de Lenin y Marx. Al igual que Marx, luchaba por un sistema que no estuviera impuesto: el personaje real (Marx) contra el capitalismo y el ficticio (Viejo Mayor) contra el sistema establecido por los humanos. Además, también encontramos esta idea de Marx en los siete mandamientos que establece el Viejo Mayor en su discurso antes de morir. Con respecto a Lenin, la relación radica en que ambos son los que inician la revolución aunque ninguno sabe seguro en qué momento se producirá esta.                                           |
| El señor Jones           | El zar Nicolás II                                                                                                  | El señor Jones se trata del dueño de la granja que se deja llevar por vicios humanos como la bebida. Él y su actitud hacen que al final se produzca la rebelión de los animales tal y como ocurrió en 1917 con la Revolución Rusa en contra del zar Nicolás II. |
| El cerdo Napoleón        | Iósif Stalin | El cerdo Napoleón se trata de un cerdo de gran tamaño que tiene una apariencia y un carácter bravos. Este sigue las ideas del Viejo Mayor, pero al final acaba sucumbiendo ante el ansia de poder. El inicio de este cambio se puede observar con las disputas que tuvo con el cerdo Snowball. Al final, esto se agrava y se convierte en el dictador tal y como ocurrió con Stalin tras la Revolución Rusa. |
| El cerdo Snowball        | León Trotski | El cerdo Snowball forma parte de la élite constituida por los cerdos que en la realidad sería el Politburó. Junto con Napoleón, es uno de los líderes de este grupo y, por consiguiente, del resto de animales. Además, fue uno de los que fomentó las ideas que el Viejo Mayor dejó antes de morir. Al igual que Snowball fue expulsado de la granja animal por Napoleón, Trotski tuvo que exiliarse fuera de Rusia debido a las órdenes de Stalin. También se relacionan debido a que al igual que Snowball establece un plan de ideas y estrategias militares en la Granja Animal, Trotski también lo hizo para Rusia antes de ser expulsado. Tras este suceso, Snowball fue considerado como un traidor, al igual que lo ocurrido con Trotski. |
| El cerdo Squealer        | Propaganda de la URSS: periódico Pravda                                                                            | El cerdo Squealer es uno de los cerdos que constituyen la élite en la Granja Animal. Este es el que comunica las decisiones de este grupo, más concretamente, de Napoleón al resto de animales. Este lo hace de forma demagógica ya que les dice cómo pensar mediante el recurso del miedo hasta llegar a convencerlos. Esto es lo mismo que ocurría con los medios de propaganda de la Unión Soviética como el periódico oficial de esta llamado Pravda. |
| El caballo Bóxer         | Dos interpretaciones: 1. Minero Alekséi Stajánov 2. Trabajadores del campo y de las fábricas de la Unión Soviética | Bóxer es el caballo más fuerte de todos los que hay en la Granja Animal y, así, de todos los animales. Es el que más trabaja y siempre intenta dar todo lo que puede para realizar las tareas que se le asignan, incluso echando más horas de las que le pertenecen. Para poder llevarlo a cabo, se autoconvence con frases motivadoras como, por ejemplo, "Voy a trabajar más duro". Es por ello que se le relaciona con un minero soviético muy trabajador llamado Alekséi Stajánov o con los trabajadores de fábricas o del campo de la Unión Soviética que se basan en un ideal igualitario. Pero cuando cae enfermo, es traicionado por Napoleón y mandado al matadero.                                                                       |
| El burro Benjamín        | Intelectuales que especulan. Escépticos. Ancianos.                                                                 | Es menos sencillo que la mayoría de los personajes de la novela y no está claro si representa a una clase social. Por edad, es el más anciano, Benjamin representa a las personas mayores; así como su inteligencia, cinismo y su falta de iniciativa podría representar a los intelectuales y teóricos. |
| La yegua Mollie          | "Rusos blancos" | La yegua Mollie se encuentra distante desde el principio con respecto a la revolución. Es por ello que al final acaba marchándose de la Granja Animal. Así, autores como Rosa González, afirman que se representa a los que fueron denominados "rusos blancos" que sí apoyaban el régimen del Zar Nicolás II y que finalmente se fueron de Rusia en oposición a la revolución. |
| El señor Frederick       | Adolf Hitler | El señor Frederick se trata de otro granjero cercano a la Granja Animal que destaca por el mal trato que le da a sus animales y por invadir y hacerse con las tierras de los demás granjeros. Este se encuentra relacionado directamente con Hitler por hechos que se producen en la obra como el pacto entre Napoleón y este que sería el llevado a cabo entre Stalin y Hitler en 1939 o el momento en el que se produce un conflicto entre ellos que correspondería con la invasión de Rusia en 1941 por parte de la Alemania nazi, la llamada Operación Barbarroja. |
| El señor Pilkington      | Winston Churchil                                                                                                   | Se trata de otro de los granjeros cercanos a la Granja Animal y representa a Winston Churchill. |
| El cuervo Moses (Moisés) | La Iglesia ortodoxa rusa                                                                                           | El cuervo Moses es el que les relata al resto de animales la historia sobre el Monte de Azúcar que sería como el cielo para los humanos cristianos, es decir, el sitio al que irían los animales cuando ya han muerto. Es por ello que representa a la Iglesia ortodoxa a la que algunos críticos también denominan oportunista. |
| Los perros               | La policía secreta de la Unión Soviética: la NKVD                                                                  | Los perros, criados desde pequeños por Napoleón, son los que defienden a su líder y el régimen que este establece tal y como lo hacía la policía secreta de Stalin, la NKVD. Estos siguen la órdenes de Napoleón hasta incluso echar de la granja a Snowball. Este es uno de los factores por los que Napoleón se hace con todo el poder. |
| Las ovejas               | Individuos en masa sin criterio que repiten los eslóganes más comunes y fáciles                                    | Las ovejas, los animales que repiten todo el tiempo ciertas frases que establecen los cerdos, se corresponden con aquellas masas de personas que no tenían criterio en la Unión Soviética y que repetían continuamente los eslóganes propagandísticos más comunes de la dictadura estalinista. Estas lo hacían sin pensar ni en las causas, ni en las consecuencias de sus palabras para el resto de animales y para ellas mismas, es decir, no tenían opinión propia, al igual que las masas anteriormente mencionadas. |

## Rebelión en la granjacomo alegoría
El término alegoría se refiere a una ficción que representa otra situación, una idea o conjunto de ideas abstractas que aparecen a través de otra forma u otro sentido. Este término se encuentra íntimamente ligado al concepto de metáfora. De esta forma, Rebelión en la granja se muestra como una alegoría a partir de personajes animales que van cambiando su forma de ser, y que representan a los humanos y sus cambios con respecto al poder. Alrededor del tema del poder (poderosos y oprimidos) van cambiando sus ideales comunes y puros por ideas individualistas y tiránicas. Una alusión clara del poder y su influencia en los seres humanos.

## Censura de la obra
George Orwell encontró numerosas dificultades para publicar Rebelión en la granja. Pasó por un total de cuatro editoriales que acabaron por rechazarlo hasta que al final, en agosto de 1945, la editorial Secker & Warburg decidió publicarlo. Esto lo afirma él mismo en un ensayo que escribió y que debería haber sido su prólogo aunque este no se llegó a incluir en 1945. El tema principal de este texto, The Freedom of the Press, es la censura que se producía a mediados del siglo XX en el Reino Unido. No obstante, el autor no solo trata este aspecto de forma general, sino que también abarca los motivos por lo que se dio esta situación en el país de origen del autor.

#### El prólogo y la censura
El ensayo anteriormente mencionado se trata de un texto que fue encontrado manuscrito en 1971. Hasta entonces no se había tenido en cuenta su existencia y su importancia tal y como establece en su análisis Bernard Crick. Tras el hallazgo en los años 70 se procedió a la comparación de estilo entre otros textos de Orwell y el encontrado. De esta manera, se llegó a dos conclusiones: que se trataba de un escrito de Orwell y que era, además, el prólogo de Rebelión en la granja. Todo el círculo de la editorial que había tratado con Orwell, así como el de sus amigos, afirman que no conocían la existencia de tal ensayo hasta el punto de que ni Sonia Orwell ni Ian Angus, dos personas que conocen la vida y la obra de Orwell, no pudieron incluirlo en la edición de The Collected Essays. Journalism and Letters of George Orwell (1958). No obstante, sí había una persona que conocía de su existencia: Paul Potts, poeta y amigo de George Orwell. Este se ofreció al principio a editar y publicar Rebelión en la granja en su propia editorial (Whitman Press) y fue aquí cuando George Orwell le comentó que quería escribir un prólogo sobre la libertad de prensa. Al final, este proyecto entre los dos amigos no se llevó a cabo y la obra pasó a editarse por Secker & Warburg. Potts afirma que después de este acuerdo con la editorial en el verano de 1944, Orwell no volvió a comentar nada sobre el prólogo.
El tema de la censura lo trata Orwell directamente porque es lo que a él mismo le ocurrió con Rebelión en la granja. Así, el autor expresa su desacuerdo con respecto a la censura que se estaba produciendo en Inglaterra en la época en la que él intentó publicar su obra, en los años 1943 y 1944. Con respecto a la situación que el autor tuvo que vivir cuando no le publicaron su obra en cuatro ocasiones, Orwell añade en su prólogo la siguiente justificación de una de las editoriales que la rechazaron:

«Me refiero a la reacción que he observado en un importante funcionario del Ministerio de Información con respecto a Rebelión en la granja. Tengo que confesar que su opinión me ha dado mucho que pensar... Ahora me doy cuenta de cuán peligroso puede ser el publicarlo en estos momentos porque, si la fábula estuviera dedicada a todos los dictadores y a todas las dictaduras en general, su publicación no estaría mal vista, pero la trama sigue tan fielmente el curso histórico de la Rusia de los soviets y de sus dos dictadores que sólo puede aplicarse a aquel país, con exclusión de cualquier otro régimen dictatorial. Y otra cosa: sería menos ofensiva si la casta dominante que aparece en la fábula no fuera la de los cerdos.' Creo que la elección de estos animales puede ser ofensiva y de modo especial para quienes sean un poco susceptibles, como es el caso de los rusos». 
George Orwell, Libertad de prensa

## Las películas
La película de dibujos animados Rebelión en la granja, dirigida por Joy Batchelor y John Halas (1954), aunque fiel al relato original del libro, cambia el final. La película termina en una rebelión en contra de los cerdos -y principalmente en contra de Napoleón- por parte de todos los demás animales. A pesar de eso, en una imagen particularmente especial se ve la rebelión comandada por el burro Benjamín, por lo que se puede deducir que lo mismo que ocurrió con los cerdos ocurrirá con cualquier otro animal mientras alguna raza en particular gobierne.
La otra película con el mismo título, de 1999, dirigida por John Stephenson utilizó animales reales. En esta, el final también es diferente al del libro y evidentemente está influido por el derrumbe de la URSS. Se puede ver la decadencia del régimen porcino y el regreso del hombre a la granja.
En agosto de 2018 la plataforma Netflix anuncia que producirá una película exclusiva para su plataforma, de la mano de Andy Serkis, utilizando la técnica captura de movimiento (motion capture) en la que actores interpretarán a los animales mediante CGI.

## En la radio
La BBC emitió en el año de 1947 un especial de radio producida por Rayner Heppenstall y fue escuchado por el mismo Orwell en su casa de Canonbury Square, en Londres que quedó totalmente impactado e impresionado por la dramatización que le pusieron a la narración y el ambiente. Por desgracia la grabación original se deterioró con el tiempo y no quedaron más copias.
En enero de 2013, se emitió una vez más el drama de forma remasterizada usando la misma dramatización que se usó en la emisión de los años setenta. Fue emitido por BBC Radio 4 y contó con un nuevo elenco de actores para el espectáculo, como Tamsin Greig como la narradora de la historia, Nicky Henson como Napoleón, Toby Jones como Squealer y Ralph Ineson como Bóxer.

## Cómics
Poco después del estreno de Farm Animal (1954), Norman Pett y su compañero de escritura Don Freeman (Los principales artistas de la película animada) fueron contratados por el Ministerio Británico de Asuntos Exteriores para adaptar una vez más obra de Orwell en un cómic. 

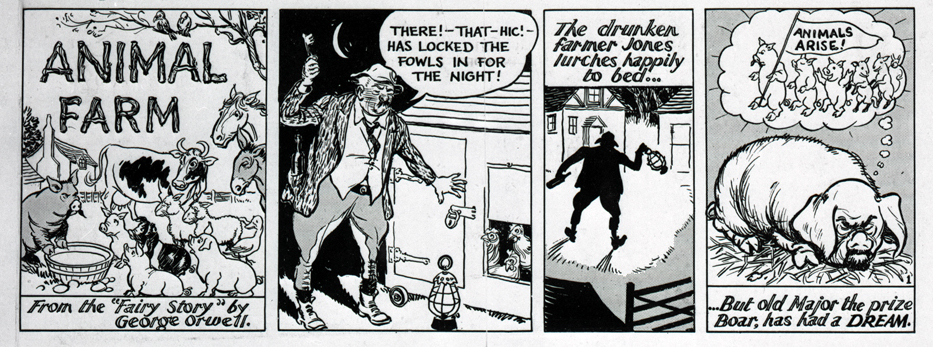
Fragmento del cómic Rebelión en la granja

Este cómic no fue publicado en Inglaterra, pero se publicó en los periódicos brasileños y birmanos.

## En otras lenguas
El título original en inglés del libro es Animal Farm (La granja de los animales), pero la obra fue traducida de modo no literal a las diversas lenguas europeas. Se ajustaron al original la edición alemana: Farm der Tiere, francesa: La ferme des animaux, italiana: La fattoria degli animali, neerlandesa: Dierenboerderij, rumana: Ferma animalelor y sueca Djurfarmen. Algunos traductores nórdicos se centraron en el personaje de Napoleón (danés: Kammerat Napoleon, noruego: Kamerat Napoleon); en finés se tradujo: Eläinten vallankumous (rebelión de los animales). Por último, el libro tuvo nombres diferentes en los dos principales países de habla portuguesa; O Triunfo dos Porcos en Portugal y A Revolução dos Bichos en el Brasil. En euskera, el título es Abereen Etxaldea. En catalán ha sido traducido como La revolta dels animals y La rebel·lió dels animals. En gallego su título es A Revolta dos animais o A granxa dos animais. En aragonés, el título es Rebelión en torre animal. La traducción en español es Rebelión en la granja o Granja de los animales.
También algunos nombres han sido adaptados en la versión española, mientras en otros sectores se han mantenido igual creando confusiones (por ejemplo, el caballo Bóxer es en algunas ediciones nombrado Bóxer y en otras como Campeón).